# 34th Street-Hudson Yards
34th Street-Hudson Yards is een station van de metro van New York aan het traject van de Flushing Line.  Het station is het westelijk eindpunt van metrolijn 7, en dit voor zowel de lokale bediening als de < 7 > Express sneldienst. Het station ligt aan de nieuwe stadsontwikkeling Hudson Yards met ingangen naar het station ter hoogte van 34th Street en 35th Street aan de West Side van Manhattan.
Het station, oorspronkelijk onderdeel van het bod van de stad voor de Olympische Zomerspelen 2012 en de mislukte poging om het West Side stadium te bouwen, werd voor het eerst gepland om te openen in de zomer van 2012. Toen Londen werd gekozen voor de Olympische Spelen, werd de openingsdatum gepusht naar december 2013. In 2011 werd de opening uitgesteld naar juni 2014, in afwachting van de voltooiing van de roltrappen en liften in het station. Na een reeks vertragingen met betrekking tot roltrappen, liften en brand- en veiligheidssystemen werd het station uiteindelijk geopend op 13 september 2015. Het 34th Street-Hudson Yards station was in 2015 het eerste volledig nieuwe station in het metrosysteem van New York sinds 1989 en het eerste station dat werd gefinancierd door de regering van New York sinds 1950. Het bleef tot 1 januari 2017 ook het nieuwste station van de subway, tot de eerste drie stations van de nieuw aangelegde Second Avenue Subway werden in dienst genomen.
De nieuwbouw verlengt de Flushing Line en de bediening door lijn 7 ten westen van Times Square en ontsluit dit gedeelte van Midtown Manhattan. Hoewel het plan om het West Side stadium te bouwen in 2005 werd verworpen door de City and state planning agencies, kreeg het metro-uitbreidingsplan van lijn 7 goedkeuring om wel vooruit te gaan, omdat politieke leiders in New York geleid door toenmalig burgemeester Michael Bloomberg wilden zien, dat het Warehouse district ten westen van de Eighth Avenue en het noorden van 34th Street ten zuiden van Hell's Kitchen herontwikkeld werd als onderdeel van de Hudson Yards herontwikkeling, en daarbij was een metrodienst van de Metropolitan Transportation Authority een essentieel onderdeel van die inspanning. De uitbreiding dient ook het Jacob K. Javits Convention Center, dat werd uitgebreid tussen 2008 en 2014 en op een steenworp afstand van de ingangen van het station ligt.
De twee sporen van het ondergronds metrostation liggen aan een 178 m lang en 11 m breed eilandperron op een diepte van 38 meter onder het straatoppervlak. De openingsceremonie op 13 september 2015 werd geleid door burgemeester van New York Bill de Blasio en federaal senator Chuck Schumer. De eindafwerking van het gehele station werd pas in 2016 voltooid, de tweede toegang tot het station zelfs pas in 2018. Het station heeft heel wat onderhoudsproblemen en meerdere van de roltrappen van het station kwamen in 2017 en 2018 voor in het klassement van de meest door uitval geteisterde roltrappen van het hele stedelijke metronet.
 ·  ·  ·  ·  ·  ·  ·  ·  · 
Van west naar oost:
34th Street-Hudson Yards · 
Times Square-42nd Street · 
42nd Street / Fifth Avenue-Bryant Park · 
Grand Central-42nd Street · 
Vernon Boulevard-Jackson Avenue · 
Hunters Point Avenue · 
45th Road-Court House Square · 
Queensboro Plaza · 
33rd Street-Rawson Street · 
40th Street-Lowery Street · 
46th Street-Bliss Street · 
52nd Street-Lincoln Avenue · 
61st Street-Woodside · 
69th Street · 
Roosevelt Avenue / 74th Street · 
82nd Street-Jackson Heights · 
90th Street-Elmhurst Avenue · 
Junction Boulevard · 
103rd Street-Corona Plaza · 
111th Street · 
Mets-Willets Point · 
Flushing-Main Street